# Ananiinae
Ananiinae es una subfamilia de foraminíferos planctónicos de la familia Globotruncanidae, de la superfamilia Globotruncanoidea, del suborden Globigerinina y del orden Globigerinida. Su rango cronoestratigráfico abarcaba desde el Albiense medio (Cretácico inferior) hasta el Campaniense (Cretácico superior).

## Discusión
Clasificaciones posteriores incluirían Ananiinae en la superfamilia Globigerinoidea. Otras clasificaciones incluyen Ananiinae en la Familia  Abathomphalidae.

## Clasificación
Ananiinae incluye a los siguientes géneros:
- Anania †, también considerado en subfamilia Abathomphalinae.
- Badriella †, también considerado en subfamilia Abathomphalinae.
- Meridionalla †, también considerado en subfamilia Abathomphalinae.